# Джхалавар
Джхалавар (англ. Jhalawar, хинди झालावाड) — город и муниципалитет в юго-восточной части индийского штата Раджастхан. Административный центр округа Джхалавар. Расположен на высоте 311 м над уровнем моря. Через город проходит автомобильная дорога № 12. Ранее был столицей одноимённого туземного княжества.

## Население
Население по данным на 2001 год составляет 48 049 человек (25 226 мужчин и 22 823 женщины).
| 1991   | 2001   | 2012   |
| ------ | ------ | ------ |
| 38 671 | 48 054 | 57 511 |

Источник: